# Crown Jewel 2021
Crown Jewel 2021 è stata la terza edizione dell'omonimo pay-per-view di wrestling organizzato dalla WWE. L'evento si è svolto il 21 ottobre 2021 al King Fahd International Stadium di Riad, in Arabia Saudita.
L'evento nasce nell'ambito della collaborazione tra la WWE e il ministero dello sport saudita a sostegno di Saudi Vision 2023, un programma di riforme economiche e sociali. La partnership, stipulata nel 2018, prevede un evento all'anno per dieci anni.

## Storyline
Dopo che Roman Reigns aveva difeso con successo l'Universal Championship contro John Cena a SummerSlam, Brock Lesnar fece la sua prima apparizione in WWE dall'aprile 2020, confrontandosi con Reigns ed effettuando contestualmente un turn face. Nella puntata di SmackDown del 10 settembre Lesnar chiese a Paul Heyman, suo ex avvocato, di presentare una sfida ufficiale a Reigns, il quale però rifiutò; tuttavia, dopo che Lesnar attaccò brutalmente sia Reigns che gli Usos, lo stesso Reigns accettò poi la sua sfida. Dopo che Reigns aveva difeso con successo il titolo a Extreme Rules contro Finn Bálor in un Extreme Rules match, l'incontro tra Reigns e Lesnar con in palio l'Universal Championship fu ufficializzato per Crown Jewel.
A SummerSlam, Bianca Belair avrebbe dovuto difendere lo SmackDown Women's Championship contro Sasha Banks, ma quest'ultima non presenziò all'incontro per ragioni immotivate e il suo posto fu preso dalla rientrante Becky Lynch, assente da maggio 2020, la quale sconfisse Belair in 26 secondi per conquistare il titolo. A Extreme Rules, Lynch difese il titolo contro Belair nella rivincita, ma l'incontro terminò in no-contest ( e senza dunque il cambio di cintura) a causa dell'intervento di Banks, la quale attaccò brutalmente entrambe. Un Triple Threat match tra Lynch, Banks e Belair con in palio lo SmackDown Women's Championship fu quindi sancito per Crown Jewel.
Nella puntata di Raw del 27 settembre Big E difese con successo il WWE Championship contro Bobby Lashley in uno Steel Cage match e, poco dopo l'incontro, Drew McIntyre si presentò sul ring per confrontarsi proprio con Big E. Nella puntata di Raw del 4 ottobre Big E accettò la sfida di McInytre e un match tra i due con in palio il WWE Championship fu quindi annunciato per Crown Jewel.
Dopo che a Edge fu concesso un match per l'Universal Championship di Roman Reigns a Money in the Bank, Seth Rollins contestò la decisione, sentendosi più meritevole dell'opportunità. All'evento, Rollins costò a Edge la vittoria del titolo e al termine del match, i due si scontrarono tra la folla. Dopo settimane di attacchi e accuse reciproche, Edge sconfisse Rollins a SummerSlam. Nella puntata di SmackDown del 10 settembre Rollins prevalse su Edge nella rivincita, colpendolo brutalmente con un Curb Stomp e costringendolo ad abbandonare l'arena in barella. Nella puntata di SmackDown dell'8 ottobre Edge attaccò a sorpresa Rollins con una sedia e lo sfidò ad un Hell in a Cell match per Crown Jewel.
Dopo che aveva difeso il WWE Championship a SummerSlam, Bobby Lashley attaccò brutalmente sia Goldberg che suo figlio Gage, giunto in soccorso del padre, imprigionando quest'ultimo nella Hurt Lock. Dopo che Lashley aveva perso il titolo contro Big E, il quale incassò il contratto del Money in the Bank nella puntata di Raw del 13 settembre, Goldberg tornò pretendendo un match contro Lashley, che accettò a patto che l'incontro fosse stato un match senza squalifiche. Dopo che Goldberg acconsentì alla richiesta di Lashley, fu sancito un no holds barred falls count anywhere match tra i due per Crown Jewel.
Nella puntata di SmackDown del 1º ottobre venne annunciato il ritorno del torneo King of the Ring e la creazione del Queen's Crown per la divisione femminile, con le rispettive finali che si sarebbero poi svolte a Crown Jewel.

## Risultati
| #       | Match                                                        | Stipulazioni                                                  | Durata |
| ------- | ------------------------------------------------------------ | ------------------------------------------------------------- | ------ |
| Kickoff | Gli Usos hanno sconfitto Shelton Benjamin e Cedric Alexander | Tag team match                                                | 10:40  |
| 1       | Edge ha sconfitto Seth Rollins                               | Hell in a cell match                                          | 27:40  |
| 2       | Mansoor ha sconfitto Mustafa Ali                             | Single match                                                  | 10:00  |
| 3       | Gli RK-Bro (c) hanno sconfitto AJ Styles e Omos              | Tag team match per il WWE Raw Tag Team Championship           | 8:40   |
| 4       | Zelina Vega ha sconfitto Doudrop                             | Single match per la finale del Queen's Crown Tournament       | 5:55   |
| 5       | Goldberg ha sconfitto Bobby Lashley                          | No holds barred falls count anywhere match                    | 11:25  |
| 6       | Xavier Woods ha sconfitto Finn Bálor                         | Finale del King of the Ring                                   | 9:40   |
| 7       | Big E (c) ha sconfitto Drew McIntyre                         | Single match per il WWE Championship                          | 13:25  |
| 8       | Becky Lynch (c) ha sconfitto Bianca Belair e Sasha Banks     | Triple threat match per il WWE SmackDown Women's Championship | 19:25  |
| 9       | Roman Reigns (c) (con Paul Heyman) ha sconfitto Brock Lesnar | Single match per il WWE Universal Championship                | 12:20  |